# Zeuxia nudigena
Zeuxia nudigena är en tvåvingeart som först beskrevs av Belanovsky 1951.  Zeuxia nudigena ingår i släktet Zeuxia och familjen parasitflugor. Inga underarter finns listade i Catalogue of Life.